# Weißt du noch
Weißt du noch ist ein deutscher Kinofilm aus dem Jahr 2023. Der Film kam am 21. September 2023 in die Kinos.

## Handlung
Verliebt, verlobt, verheiratet. Die ganz große Liebe. Für immer. So beginnt es. Aber wieso endet es meist anders? Dass das schönste Gefühl der Welt, diese Musik im Herzen, so oft vergeht und vergessen wird?
Die Kinder sind aus dem Haus. Man ist allein. Und die Zukunft? Besser nicht dran denken. Marianne (Senta Berger) und Günter (Günther Maria Halmer), ein Ehepaar in ihren Siebzigern, haben sich daran gewöhnt. Viel Liebe ist nicht mehr geblieben zwischen ihnen – stattdessen herrscht jeden Tag die gleiche freudlose Routine. Ein Zustand, für den sie den Anderen verantwortlich machen. Und seit einiger Zeit beginnt auch noch ihr Gedächtnis nachzulassen. Natürlich nur das des Gegenübers, wie jeder von ihnen meint. Und nun hat Günter auch noch den Hochzeitstag vergessen. Doch das hat er gar nicht. Von seinem Freund Heinz (Konstantin Wecker) hat er zwei Wunderpillen bekommen, die dieser selbst schon mit seiner Frau ausprobiert hat: Eine Pille, die angeblich auf verblüffende Weise in Rekordzeit die Erinnerungen zurückzubringen vermag.
Sie wagen es – und schon nach einer halben Stunde beginnt die wundersame Wirkung einzusetzen. Gemeinsam reisen sie in der Zeit zurück und die Geschichte ihres gemeinsamen Lebens zieht vorbei. Sie erinnern sich an Schweres und Schönes, an Glück und Krankheit, an Zweifel und Mut. Bis sie schließlich zu jenem Moment vor unendlich langer Zeit vordringen, in dem sie sich zum ersten Mal begegnet sind. Die Wirkung der Pille ist wirklich verblüffend, doch es gibt Nebenwirkungen: Denn schließlich gibt es im Lauf eines Lebens auch Dinge, die man lieber vergisst …

## Hintergrund
Der Film wurde von vom 11. Oktober 2022 bis zum 10. November 2022 im Landkreis Starnberg gedreht.
„Weißt du noch“ ist eine Produktion der Relevant Film Produktion (Heike Wiehle-Timm) in Co-Produktion mit der ARD Degeto Film (Stefan Kruppa, Christoph Pellander) für die ARD, gefördert mit den Mitteln von FilmFernsehFonds Bayern, DFFF, FFA und BKM.
Nach der Premiere beim Filmfest München wurde der Film am 25. August auch auf dem Fünf Seen Filmfestival gezeigt. Am 21. September 2023 startete der Film im Majestic Filmverleih in den Kinos und erreichte 150.000 Zuschauer.
Drehbuchautor Martin Rauhaus wurde 2024 mit dem Bayerischen Filmpreis für das beste Drehbuch ausgezeichnet.

## Rezeption

### Erfolg im Kino
Mit rund 134.000 Zuschauern bis Jahresende 2023 gelang es dem Film, sich auf Rang 32 der besucherstärksten deutschen Produktionen des Jahres 2023 zu platzieren.

### Einschaltquoten
Die Ausstrahlung von Weißt Du noch am 10. Januar 2025 wurde in Deutschland von 2,58 Millionen Zuschauern gesehen und erreichte einen Marktanteil von 10,1 % für Das Erste.

### Kritiken
Frankfurter Allgemeine Zeitung: „Ein Kampf um die Liebe. Nicht kitschig, sondern so zart, wie das nur große Schauspieler sinnfällig machen können“
tz München: „Ein Film, der Funken sprüht, Giftpfeile schießt, Herzen fliegen und Tränen fließen lässt. Jedem Paar dringend empfohlen.“
Berliner Morgenpost: „Ein schöner Film, leicht und doch mit Tiefgang. Und eine große Bühne für zwei große Schauspieler.“